# Ebnath (Oberstdorf)
Ebnath (mundartlich: Emnad, im Ebnəd) ist ein Gemeindeteil der Marktgemeinde Oberstdorf im bayerisch-schwäbischen Landkreis Oberallgäu.

## Geographie
Der Weiler liegt circa zwei Kilometer nordwestlich des Hauptorts Oberstdorf am Burgberg. Östlich von Ebnath befindet sich das Geotop des Helvetikum-Aufschluss an der Breitachstraße an der Breitach.

## Ortsname
Der Ortsname bezieht sich auf das althochdeutsche Wort ëbanōti für Fläche und bedeutet (Siedlung auf der) Fläche.

## Geschichte
Ebnath wurde erstmals urkundlich im Jahr 1644 mit dem Acker uff dem Ebnet genannt. Die Siedlung entstand wohl um das Jahr 1800. 1950 wurde ein Wohnhaus in Ebnath gezählt.